# Leroy Hill
Leroy Hill Jr. (Haddock, 14 settembre 1982) è un ex giocatore di football americano statunitense che ha militato nel ruolo di outside linebacker nella National Football League (NFL). Fu scelto nel corso del terzo giro (98º assoluto) del Draft NFL 2005 dai Seahawks. Al college ha giocato a football alla Clemson University.

## Carriera
Al college Hill giocò a football a Clemson, dove fu premiato come difensore dell'anno dell'Atlantic Coast Conference. Fu scelto nel corso del terzo giro del Draft 2005 dai Seahawks. Gli infortuni del veterano Jamie Sharper lo fecero partire come titolare già nella sua stagione da rookie, in cui totalizzò 72 tackle e 7,5 sack nel ruolo di outside linebacker. Lui e l'altro rookie, il middle linebacker Lofa Tatupu, furono tra i punti di forza della difesa dei Seahawks che portò la squadra a disputare il Super Bowl XL. Hill fu anche convocato per il Pro Bowl nel suo primo anno da professionista ma non poté parteciparvi a causa di un infortunio alla caviglia.
Nell'estate 2009 su Hill fu applicata la franchise tag dai Seahawks che, in seguito, il 26 aprile 2009, la rimossero dopo aver selezionato nel draft il reclamizzato linebacker da Wake Forest Aaron Curry come quarto assoluto. Hill divenne di conseguenza un free agent ma pochi giorno dopo rifirmò coi Seattle Seahawks un contratto di 6 anni del valore di 38 milioni di dollari.
Nella stagione 2010, Hill si infortunò dopo una sola partita, rimanendo fuori dal rettangolo di gioco per tutta la stagione.
Nell'annata 2011, Hill tornò a calcare i campi della NFL disputando per la prima volta tutte le 16 gare della stagione regolare, tutte come titolare, mettendo a segno 89 tackle, il secondo risultato in carriera dopo i 92 del 2006, e 4,0 sack.
Nella stagione 2012, l'ultima della carriera, Hill disputò 13 partite, 12 delle quali come titolare, facendo registrare 47 tackle, 1,5 sack e forzando un fumble. 

## Palmarès

### Franchigia
- National Football Conference Championship: 1

Seattle Seahawks: 2005

### Individuale
- Convocazioni al Pro Bowl: 1

2005